# 석류의 빛깔
《석류의 빛깔》(아르메니아어: Նռան գույնը, The Color of Pomegranates)은 원제 《사야트노바》(아르메니아어: Սայեաթ-Նովայ)로 알려진 1969년 소련 아르메니아 예술 영화로, 세르게이 파라자노프가 각본과 연출을 맡았다. 18세기 아르메니아 시인이자 음유시인인 사야트노바의 삶을 시적으로 다룬 작품이다. 현재 이 영화는 영화사의 중요한 이정표로 여겨지며, 영화제작자들과 평론가들 사이에서 널리 호평을 받았다. 종종 역사상 가장 위대한 영화 중 하나로 평가받는다.

## 개요
《석류의 빛깔》은 아르메니아의 음유시인 사야트노바(노래의 왕)의 전기로, 시인의 삶을 문자 그대로가 아닌 시각적이고 시적으로 보여주고자 한다. 영화는 대화가 거의 없이 시인의 삶을 여러 장으로 나누어 활동적인 장면들(어린 시절, 청년기, 차리나와 사랑에 빠지는 왕자의 궁정, 수도원, 꿈, 노년, 죽음의 천사, 죽음)로 표현한다. 소리, 음악, 가끔의 노래는 있지만 대화는 드물다. 각 장은 제목 카드로 표시되며 세르게이 파라자노프의 상상력과 사야트-노바의 시를 통해 구성된다. 배우 소피코 치아우렐리는 영화에서 남성과 여성을 포함한 여섯 개의 역할을 맡아 주목받았다. 프랭크 윌리엄스에 따르면, 파라자노프의 영화는 억압과 박해에 맞서 아르메니아 문화의 생존을 기념한다. "매우 강렬한 특정 이미지들이 있다—석류에서 나온 피처럼 붉은 즙이 천에 쏟아져 고대 아르메니아 왕국의 경계 모양으로 얼룩을 형성하는 것; 염색공들이 국기 색상의 양모 다발을 통에서 들어올리는 장면 등이 있다."
파라자노프는 자신의 영감이 "아르메니아의 채색 세밀화"였다고 말하며, "그림 내부에서 오는 내면의 역동성, 색채의 형태와 극적 구성을 만들고 싶었다"고 했다. 그는 또한 이 영화를 일련의 페르시아 세밀화라고 설명했다.
일부 러시아판 《석류의 빛깔》에는 스페셜 에디션 피처가 있다. 레본 그리고리안의 《사야트노바의 기억》은 30분 분량의 개요로, 장면과 시인 생애의 각 장에서 일어나는 일을 설명한다. G. 스몰리는 《석류의 빛깔》의 모든 신중하게 구성된 이미지가 의미를 담고 있지만, 그것을 해석하는 열쇠가 없다고 주장한다. 그는 "배경 지식 없이 《석류의 빛깔》을 본다면, 무엇을 보고 있는지 전혀 알 수 없을 것"이라는 파라자노프의 말에 동의한다. 영화의 제작과 다양한 버전은 다른 스페셜 피처에서 다룬다. 작가이자 영화제작자인 다니엘 버드의 "소개"; 다니엘 버드의 새 다큐멘터리 《세상은 창문이다: 석류의 빛깔 메이킹》; 그리고 다니엘 버드가 진행한 레본 아브라함얀의 "논평"이다.

### 스토리텔링과 "활인화"
파라자노프는 《석류의 빛깔》에서 스토리텔링에 대해 비전통적인 접근 방식을 취한다. 전통적인 서사 구조를 따르는 대신, 시인 사야트노바의 삶과 창작물의 본질을 담아내기 위해 시각적으로 매혹적이고 신중하게 구성된 일련의 활인화(타블로 비방)를 선택한다. 그 결과는 예술, 문화, 그리고 영성에 대한 시각적으로 매혹적이고 상징적으로 풍부한 탐구이다. 이러한 활인화들에 흥미로운 층위를 더하는 것은 리아 펠드만이 그녀의 논문 《이상한 사랑: 파라자노프와 후기 소비에트 (상호)민족주의의 정서》에서 강조한 바와 같이 파라자노프 자신의 삶의 경험에서 영감을 받았다는 점이다. 펠드만은 파라자노프의 개인적 투옥으로 특징지어진 영화적 활인화가 회화, 조각, 그리고 연극 예술의 융합에 기초한다고 언급한다. 이는 살아있는 피사체들을 정적인 구성으로 묘사하면서 움직임과 정지 사이의 역학, 그리고 생명이 있는 주체와 생명이 없는 물체 사이의 상호작용을 가지고 논다. 펠드만은 더 나아가 감독의 평면성, 질감, 표면에 대한 매혹, 그리고 예술적 주제로서 일상적인 무생물 물체의 애니메이션에 대한 탐구가 그의 감옥 생활에 뿌리를 두고 있다고 주장한다. 영화의 각 장면은 배우들이 시각적으로 인상적인 방식으로 전략적으로 포즈를 취한 활인화나 사진을 반영하도록 세심하게 제작되었다. 각 활인화의 구성은 또한 아르메니아 채색 필사본과 종교 예술에서 발견되는 시각적 미학에 대한 의도적인 인정이다.

## 출연
- 소피코 치아우레리
- 스파탁 바가슈빌리
- 메데아 자파리제

## 촬영지
영화는 아르메니아의 여러 역사적 장소에서 촬영되었는데, 사나힌 수도원, 하그팟 수도원, 아르드비의 성 요한 교회, 아크탈라 수도원 등이 포함되었다. 이 모든 곳은 북부 로리주의 중세 교회들이다. 조지아의 촬영지로는 알라베르디 수도원, 다비드 가레자 수도원 단지 주변의 시골, 그리고 텔라비 근처의 드벨리 슈암타 단지가 포함되었다. 아제르바이잔의 촬영지로는 바쿠의 구시가지와 나르다란 요새가 포함되었다.

## 검열
소련 검열관들과 공산당 관리들은 파라자노프가 사야트노바의 삶을 양식화되고 시적으로 다룬 방식에 반대했으며, 대중에게 시인에 관해 교육하는 데 실패했다고 불평했다. 그 결과, 영화의 제목은 《사야트노바》에서 《석류의 빛깔》로 바뀌었고, 원래 아르메니아 개봉 버전에서는 사야트노바의 이름에 대한 모든 언급이 크레딧과 챕터 제목에서 삭제되었다. 아르메니아 작가 흐란트 마테보시안이 새롭고 추상적으로 시적인 아르메니아어 챕터 제목을 작성했다. 관리들은 또한 영화에 종교적 이미지가 풍부한 것에 반대했지만, 영화의 두 가지 현존하는 버전 모두에 상당한 양의 종교적 이미지가 여전히 남아있다. 처음에 모스크바의 국가영화위원회는 아르메니아 외부에서의 영화 배급을 허용하지 않았다. 영화는 1969년 10월 아르메니아에서 77분 러닝타임으로 개봉되었다.
영화제작자 세르게이 유트케비치는 국가영화위원회의 대본 편집 위원회에서 대본 검토자로 일했는데, 영화를 약간 재편집하고 이해하기 쉽게 만들어 당국에 더 받아들여지기 쉽도록 새로운 러시아어 챕터 제목을 만들었다. 몇 분 분량의 장면을 삭제한 것(그 중 일부는 분명히 종교적 내용 때문이었다) 외에도 일부 시퀀스의 순서를 변경했다. 결국 영화는 유트케비치의 73분 버전으로 소련의 나머지 지역에서 제한적으로만 개봉되었다.

## 평가와 유산
리뷰 집계 웹사이트 로튼 토마토에서, 이 영화는 회고적으로 수집된 18개의 리뷰를 기반으로 94%의 신선도를 가지며, 평균 평점은 7.2/10이다. 1980년 《뉴욕 타임스》의 재닛 매슬린은 "영화는 어떤 상황에서도 포착하기 어렵다. 그러나, 이처럼 순수하게 신비로운 것은 그 자체로 마법을 가지고 있다"고 썼다. 《석류의 빛깔》은 《카예 뒤 시네마》의 1982년 톱 10 목록에 올랐다.
영화제작자 미하일 바르타노프는 "그리피스와 예이젠시테인이 제안한 영화 언어 외에도, 세계 영화는 일반적으로 받아들여지지 않는 부뉴엘의 《안달루시아의 개》의 언어를 제외하고는 《석류의 빛깔》이 나올 때까지 혁명적으로 새로운 것을 발견하지 못했다"고 말했다. 미켈란젤로 안토니오니에 따르면, "파라자노프의 《석류의 빛깔》은 놀랍도록 완벽한 아름다움을 가지고 있다. 내 의견으로는 파라자노프는 세계 최고의 영화 감독 중 한 명이다."
프랑스 영화제작자 장뤽 고다르는 "영화의 사원에는 이미지, 빛, 그리고 현실이 있다. 세르게이 파라자노프는 그 사원의 주인이었다"라고 말했다.
영화 평론가 길버트 아데어는 "스타일과 내용 모두에서 어떻게든 영화 발명 이전의 시대를 보는 듯한 인상을 주지만, 《석류의 빛깔》을 무시하는 매체의 역사가는 결코 진지하게 받아들여질 수 없다"고 주장했다. 이 작품은 2012년 《사이트 앤 사운드》의 세계 최고 영화 비평가 투표에서 84위를 차지했으며 《타임 아웃》의 또 다른 최고 영화 목록에도 등장했다.

## 복원
2014년 이 영화는 디지털로 복원되고 재편집되어 감독의 원래 비전에 최대한 가깝게 만들어져 제67회 칸 영화제에서 세계 첫 상영되었다. 미국 첫 상영은 2014년 9월 20일 로스앤젤레스 카운티 미술관(LACMA)의 아카데미에서 열렸으며, 마르티로스 바르타노프가 소개했다. 동부 해안 첫 상영은 2014년 10월 2일 제52회 뉴욕 영화제에서 열렸으며, 마틴 스코세이지가 소개했다. 복원 작업은 스코세이지의 필름 파운데이션이 볼로냐 치네테카와 함께 완성했으며, 비평가이자 토론토 영화제 프로그래머인 제임스 콴트는 이를 "영화적 성배"라고 표현했다. 마틴 스코세이지는 《석류의 빛깔》 복원 작업으로 2014년 파라자노프바르타노프 연구소 상을 받았다.
복원된 영화의 블루레이는 2018년 2월 19일 영국에서 출시되었으며, 미하일 바르타노프의 1969년 다큐멘터리 《아르메니아 땅의 색》(The Color of Armenian Land)과 함께 2018년 4월 17일 크라이테리언에서 미국판이 출시되었다.

## 퀴어 테마
이 영화는 또한 퀴어 및 양성적 이미지로 특징지어진다. 예를 들어, 주연 배우 소피코 치아우렐리는 시인과 그의 연인 모두를 연기한다; 소라껍데기와 깃털 같은 각각 여성과 남성을 상징하는 이미지는 여러 캐릭터들에 의해 함께 사용된다; 그리고 젊은 시인의 성적 각성은 목욕탕에서 벌거벗은 남성과 여성의 몸을 볼 때 일어난다. 이는 파라자노프 자신의 삶과 일치하는데, 그는 동성애 행위와 민족주의로 그루지야(1948년)와 우크라이나(1973년, 러시아에서 수감됨)에서 여러 번 유죄 판결을 받았다. 이들 국가는 인구통계학적 우려와 스탈린주의 이데올로기적 기반(동성애는 집단적 소비에트 정신을 위협하는 사회적 질병으로 여겨짐)으로 인해 동성애자들을 차별했다. 따라서, 이러한 양성성은 영화가 아르메니아, 조지아, 우크라이나, 러시아 문화 전통의 측면을 서로 엮음으로써 이루어내는 국가 이데올로기가 스며든 전통적인 민족적 통일성의 교란과 평행하게 읽힐 수 있다.

## 대중문화에 미친 영향
마돈나의 1995년 뮤직비디오 "Bedtime Story"는 영화의 일부 내용을 재현했으며(바닥의 오각형 위에 태아 자세로 누워있는 어린 아이를 성인이 담요로 덮는 장면이나, 벌거벗은 발이 비문이 새겨진 석판 위에 놓인 포도송이를 으깨는 다른 장면 등), 꿈과 초현실주의 예술작품을 묘사하는 다른 예술적 영감들도 존재한다.
니콜라스 자르는 2015년 허가 없이 영화의 "대안적 사운드트랙"으로 묘사된 앨범 《Pomegranates》를 발매했다. 자르의 라이브 공연과 함께하는 영화 상영이 2017년 2월 22일 로스앤젤레스의 시네패밀리에서 예정되어 있었지만, 파라자노프바르타노프 연구소와 필름 파운데이션의 반대로 인해 라이브 공연은 원래의 사운드트랙으로 대체되었다. 이는 라이브 공연이 파라자노프가 의도한 대로 영화를 보여주지 않을 것이라는 이유에서였다.
레이디 가가의 2020년 9월 발매된 "911" 뮤직비디오는 공개적으로 이 영화에 영향을 받았다.